# Канделеда
Канделеда (ісп. Candeleda) — муніципалітет в Іспанії, у складі автономної спільноти Кастилія-і-Леон, у провінції Авіла. Населення — 5221 особа (2010).
Муніципалітет розташований на відстані близько 130 км на захід від Мадрида, 70 км на південний захід від Авіли.
На території муніципалітету розташовані такі населені пункти: (дані про населення за 2010 рік)
- Канделеда: 4724 особи
- Ель-Расо: 497 осіб

## Демографія
Динаміка населення (INE ):

## Галерея зображень

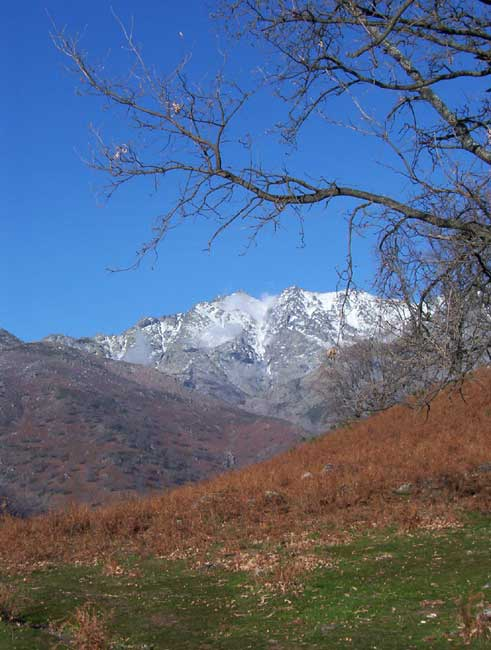
Сьєрра-де-Гредос з Канделеди
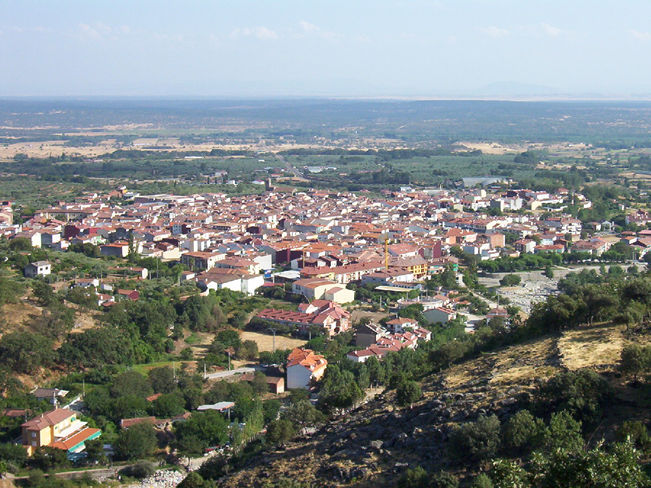
Канделеда